# Тит Макцій Плавт
Тит Макцій Плавт (лат. Titus Maccius Plautus бл. 250 до н. е. — 184 до н. е.) — давньоримський театральний діяч, автор численних комедій, на змісті яких позначився вплив грецької культури.

## Біографія
Біографія його маловідома, хоча є підстави вважати, що він був вихідцем з найбідніших кіл плебсу. У «Хроніці» християнського письменника Іероніма зазначено: «Плавт, родом із Сапсини в Умбрії, помер у Римі. Через брак харчів найнявся до мірошника на ручний млин і там, у вільний від роботи час писав комедії та продавав їх», відомості про його батьків відсутні. В юності займався торгівлею та розорившись найнявся на млин й там, у вільний від роботи час, написав свої перші комедії. Можливо, драматург пізніше подорожував містами Великої Греції. Добре знав давньогрецьку мову і, відповідно, твори грецьких письменників. Плавт здебільшого переробляв грецькі комедії на «римський лад».
Аналіз п'єс що збереглись вказує на те, що їх автор по соціальному положенню був близький до народу. Добре знав театральну справу. Досить вірогідним є припущення, що Плавт був актором якоїсь мандрівної трупи, що показувала свої вистави в різних містечках Італії. Грав в оському фарсі (ателані). Виконував ролі одного з постійних героїв — дурня-ненажери Макка. Про це частково свідчить і друга частина його імені. Його трансформоване ім'я «Макцій», оскільки «Maccus» був героєм «ателлани», римської комедії масок, де, імовірно, працював і Плавт. Пізніше він опинився у Римі, і його п'єси почали користуватися великим успіхом у ласих до видовищ місцевих жителів. За проблематикою і змістом творів Плавта можна зробити висновок, що він добре знав життя, побут, мову та звички простих римлян.
Плавт писав орієнтуючись на смаки нижчих верств населення. Культурно відсталі римляни, захоплені кривавими ігрищами, зокрема гладіаторськими боями, мало цікавилися театром і літературою. Тому драматург зробив ставку на сміх, намагаючись будь-що розвеселити римську публіку. Для цього він використовував усі можливі засоби, що їх давав сам жанр комедії. Тут були і словесний комізм, і комізм ситуацій, і пряма буфонада — балаганні вихватки й ляпаси на сцені, і гострокритичні й сатиричні репліки персонажів, комічні сварки, тощо.

## Про творчість
Плавт був плідним драматургом. З приписаних йому 130 комедій римський учений Варрон відібрав 21, двадцять із яких дійшли до нас повністю.
Сюжети і основних персонажів своєї палліати римський комедіограф бере у елліністичних письменників, в так званій «середній» і «новій» аттичній комедії. Ці сюжети, як відомо, були досить одноманітні. Постійно розповідалось про підкинутих і пізніше знайдених дітей, про хлопця, який закохався в гетеру, інколи гетера виявлялась вільною дівчиною, проданою в рабство, і знаходила врешті-решт своїх батьків.
Позичаючи сюжетну канву і основних дійових осіб, Плавт створює оригінальніші, глибоко відмінні від грецьких, п'єси. Його комедії розраховані на широкі кола римського місцевого плебсу. Цей народ мало цікавився філософськими й психологічними проблемами, любив грубу італійську ателлану, жонглерів, танцюристів та виступи мімів. Новоаттичну комедію римський комедіограф наближає до веселого народного фарсу. Як було зазначено, звертався він і до італійського народного театру, тієї ж ателлани, міму чи фесценіни. Притаманні їм виразна гра акторів, балаганні ефекти позначилися і на його комедіях. Вони містили значну кількість буфонно-комічних сцен, декотрі з яких узагалі не були пов'язані з дією самої комедії і були лише допоміжним комічним засобом.
Таким чином, базова для палліати нова аттична комедія з її ідеалом «наслідування життя» в творах Плавта перетворилась на веселу буфонаду з дотепними гострими жартами та піснями, а дія розгортається в напівфантастичному світі гротеску та гіперболи. Не зовсім ясним є питання як саме відбувалася вистава в римських театрах, як грали актори. Додатковим джерелом у цьому плані є комедії Плавта, з яких можна почерпнути досить багато відомостей. Зокрема, однією з традиційних особливостей Плавтового діалогу є звернення акторів безпосередньо до глядачів як до безпристрасних, а часом і зацікавлених свідків. Зрідка такі звернення ставали і своєрідним коментарем, що пояснювали жести, рухи й міміку акторів.
За рахунок спрощення сюжету дія набуває небувалої раніше динаміки. Спрощуються також характери персонажів, але ця спрощеність перетворюється на джерело сміху вже сама по собі. Так, його герой не просто хвалькуватий, а хвалькуватий до смішного. Наприклад, герой однойменної комедії Куркуліон каже, що хвальковитий вояк ставить пам'ятник своїм подвигам — як він розгромив «Персію й Сирію, Ненажерію, Опиванію й Винокурію: півсвіту за три тижні». А інший Плавтів персонаж, Евкліон, не просто скупий, а скупий до смішного: він хоче подати позов на шуліку, який вкрав у нього кашу. Запозичуючи сюжети і персонажів у новій комедії греків, Плавт завжди намагався бути оригінальним .
Причиною театрального успіху Плавта була також мова його творів. Із діалогів зникають улюблені Менандром філософські сентенції. Особливе значення Плавт надає діалогам і словесним суперечкам, у яких герої могли використати повністю можливості своїх лексичних запасів. Плавт полюбляв гостре грубе слівце, а тексти його п'єс наповнені дотепами, каламбурами, афоризмами: «У пройди очі й на потилиці»; «Людина людині — вовк» тощо. Усе це створило йому славу одного з найдотепніших римських поетів. У цьому плані Плавт близький до Арістофана, якщо не його наслідувач.

## «Сила сміху» у творчості Плавта
Через часті запозичення сюжетів з еллінської літератури, Плавта у Римі називали напів-Менандром. Але була одна суттєва риса, яка відрізняла його від видатного грецького комедіографа. Із діалогів персонажів Плавта зникають улюблені Менандрові філософські сентенції, натомість там не бракує блискучих дотепів, каламбурів, пародіювання, алогізмів, непорозумінь, несподіваного порушення сценічної ілюзії (які так полюбляв Арістофан), — тобто, всього, що породжує сміх. Плавт сполучає, з одного боку, відшліфовані сюжети нової аттичної комедії (Менандр), і, з іншого боку, грубу італійську ателлану, фарс, виступи жонглерів, танцюристів та мімів. У Плавтовій переробці нова аттична комедія втрачає витонченість, чуттєвість і глибину, натомість набуває бурхливої життєрадісності та оптимізму, «сили сміху». Ця стихійна сила сміху («vis comica»), у поєднанні з народною свіжістю та яскравістю, і була запорукою слави Плавта і в сучасників, і в нащадків.

### Персонажі комедій
Центром інтриги, носіями нескінченних жартів, дотепів і каламбурів у Плавта стають його улюбленці — раби, мудрі й легковажні, помірковані й зовсім нерозважливі, філософічні й просто язикаті. Вони бігають, викривають, обвинувачують, б'ються, замислюються, відкрито брешуть, ображають своїх господарів… Часом складається враження, що автор втрачає над ними владу і вони починають жити на сцені самостійним життям. В умовах римської дійсності, де ставлення до рабів було значно жорстокішим, ніж в Елладі, подібна вільна поведінка мала б викликати обурення того ж плебсу, а надто патриціату, оскільки ображала соціальні почуття. Не випадково ж ті самі раби часто замислюються над покаранням, що може на них впасти. Проте нічого подібного не ставалося. Ці персонажі Плавта настільки захоплювали глядачів, їхні репліки та вчинки завжди були настільки несподіваними й оригінальними, що незмінно викликали такий сміх і римляни охоче вибачали їм зухвалість висловів і неналежну свободу дій.
У комедії «Псевдол» перед глядачами постає майстер інтриги — раб, який завжди готовий на якусь несподівану витівку чи жарт, хитрий ошуканець і шахрай. Загалом Плавт рідко дає фізичне зображення своєму героєві, але в даному випадку воно є майже вичерпним. Обурений Псевдолом Гарпаг пригадує його характерні риси і створює дуже точний портрет цього лукавого пройдисвіта:
«Товстопузий, головастий та ще рудопикий,
Гострі бирла, товсті литки, величезні
Ноги…» (1218—1220)
Римська палліата нагадувала наш сучасний водевіль чи оперету, тому в п'єсах Плавта суттєву роль відіграє музичний елемент.
У його комедіях багато арій, так званих кантиків, що виконувались у супроводі флейти. Розміри кантиків (а отже, і мелодії) дуже різноманітні, тож в п'єсах вони, безсумнівно, звучали жваво і весело. Крім того, в комедіях Плавта велика кількість речитативів. Разом з кантиками вони складають близько третини тексту.
П'єси Плавта називаються comoedia palliata — «комедія плаща».
Деякі свої твори Плавт переклав повністю, а в деяких використана «контамінація» — поєднання в одній комедії сцени взяті з різних оригіналів.
Комічні імена дійових осіб: Пиргополиник — переможець веж і міст, хитрий раб Псевдол — ошуканець ошуканців, у якого неможливо було зайняти жодної привабливої риси, він наче перетворювався на втілення тієї могутньої й непереборної сили золота, що є для нього значно сильнішою за богів , спритний раб Сіміян — мавпа, слуга-посильний Гарпаг — гак, Парасій Їдальня Щітка і т. д. Такі імена часто сприяють непорозумінням. Так, в «Менехм» на запитання, де знаходиться Парасі Їдальня Щітка, Менехм відповідає: «Щітка? У мене в мішку лежить» (Men. 286). У комедії «Куркуліон» («Хлібний черв'як»), названої на честь одного з персонажів, на запитання, де знайти Куркуліона, дається порада шукати у пшениці. Там можна знайти не одного, а сотні хлібних хробаків (Cur. 586—587).
А інший Плавтів персонаж, Евкліон, не просто скупий, а скупий до смішного: він хоче подати позов на шуліку який украв у нього кашу. Це джерело комізму (надмірне вип'ячування однієї риси героя) в Плавта запозичив Мольєр, так і назвавши свою комедію — просто «Скупий» (Мольєрів скупий — також Гарпагон — подає позов на сусідського кота, який доїв залишки його баранини).

## «Палліати» і «тогати» на римській сцені
Плавт плідно працював у жанрі «палліати» або «комедії плаща» («fabula palliata», від «pallium» — плащ), де актори виступали у грецьких плащах («костюмах»).
Тут римські комедіографи щедро запозичували сюжети, прийоми, персонажів у еллінської комедії (переважно ново аттичної). Традиційними типами персонажів палліати є спритні раби, скупі старі батьки, розпусні та марнотратні сини, жадібні зводники, хвалькуваті воїни, гетери, нахлібники (парасити) та ін. Використання «еллінського антуражу» було обумовлено не лише фактом запозичення в греків, а й тим, що соціальна й політична критика (яка все-ж-таки інколи проривалася в текстах) легко відносилася до "поганої, розбещеної Еллади, а не до «бездоганного, взірцевого Риму».
Крім того, у римській літературі розроблялася тогата («fabula togata», від «toga» — римський верхній одяг). Цей тип комедії став популярним у середині 2 ст. до н. е. і був ближчим до Риму, аніж палліата, яка наближалася до грецьких першоджерел. У тогатах об'єктом зображення було життя італійських містечок, а провідні герої — представники реальних тодішніх професій: пекарі, ткачі, швачки тощо. Тогати збереглися лише в нечисленних уривках.

## Твори
Спочатку Плавтові приписували понад 120 комедій, проте в I ст. до н. е. римський літературний критик і вчений Варрон визнав насправді Плавтовими лише 21 комедію, з яких дійшли до нас 20 майже повністю, а одна — в уривках. Найвідомішими є такі його комедії:
1. «Амфітріон». Важко визначити час написання або прем'єри тієї чи іншої з комедій Плавта. Існують лише окремі дати, яким можна вірити. Одна з останніх п'єс цього драматурга, «Амфітріон», за твердженням самого автора, не може бути названа «комедією». Вона має міфологічний сюжет (у XVII ст. її сюжет переробив і використав Мольєр). Розповідає про перебування Зевса і Меркурія на землі. У той час як фіванський цар Амфітріон воює з розбійницьким плем'ям телебоїв, Юпітер (Зевс) спокушає його дружину Алкмену. З цією метою він набуває вигляду царя, а Меркурій його раба — Сосія[6].
2. «Скарб». Комедію поставлено у 190-х роках до н.е.[6] Це комедія про скнару, який знайшов скарб, і до такої міри боїться його втратити, що стає загальним посміховиськом. За дочку Евкліона Федру посватався сусід  — старий, але багатий, Мегадор, який не знає, що дівчина уже вагітна від його племінника Ліконіда. Евкліон, який не вірить Мегадору, думаючи, що той зазіхає на його золото, погоджується на шлюб дочки за умови, що посагу за неї ніякого не дасть. Починається підготовка до весільної вечері. А в цей час раб Ліконіда Стробіл, побачивши як Евкліон переховує горщик зі скарбом у новому місці, викрадає його. До розлюченого крадіжкою бідолахи приходить Ліконід, щоб попросити руки Федри. Починається комічний діалог «кожен про своє», у якому юнак говорить про дівчину, а Евкліон — про горщик з золотом. Врешті решт, коли все з'ясовується, старому доводиться погодитись на новий шлюб. Кінець комедії до нас не дійшов, але з її переказів відомо, що Стробіл віддає горщик Ліконіду, а той — Евкліону, який, проте, відмовляється від скарбу і віддає його молодим для налагодження свого господарства [6]. Ця комедія вплинула на образи скнари у Шекспіра, Мольєра, Бальзака, Гоголя, Карпенка-Карого та багатьох інших письменників.
3. «Куркуліон» — комедія про спритного раба Куркуліона, який звільнив для свого хазяїна дівчину з рук старого зводника (деякі сюжетні ходи згодом використає Бомарше у своїй трилогії про Фігаро). Цей персонаж з товстим животом, «трав'янистими очима», з постійними скаргами на здоров'я («зникають сили, болісно повсюди») дбає лише про гроші й прибутки. Один його вигляд викликає у випадкових перехожих лайку та образи. Дуже показовий монолог парасита Куркуліона, у якому він уїдливо викриває весь клан звідників. У них «один язик», але він їм потрібний лише для того, щоб «продавати інших, чужим розпоряджатися й чужими давати волю», порушувати присягу: «…серед людей вся звідницька порода/Нагадує нам муж, клопів, вошей, чи комарів і бліх/Нездатних на добро, лише на злі, гидкі мерзотні вчинки».
4. «Менехми» («Близнята»). Конфлікт цієї соціально-побутової комедії оснований на надзвичайній схожості двох сицилійських близнюків — Сосікла і Менехма. Один з них загубився під чай подорожі їхнього батька до італійського міста Тарента на ярмарок. Там Менехм потрапив на інший корабель, яким його вивезли до міста Епідамн. Подібний сюжет уже відомий з нової аттичної комедії про загубленого й потім знайденого хлопчика. Буфонно-комедіїні елементи побудовані на схожості двох братів. Сосікла його дід називає теж Менехмом, на честь загубленого брата; колі він виростає то вирушає на пошуки брата й випадково потрапляє до міста Епідамн. Там з ним трапляються різні пригоди: його запрошує до себе і пригощає чарівна гетера Еротія, його починає лаяти парасит Пенікул, якого він ніби-то не запросив на обід, йому докоряє за викрадений плащ і золоту обручку якась матрона, тощо. Істина з'ясовується лише наприкінці, коли обидва Менехми нарешті зустрічаються і з допомогою раба Месеніона дізнаються, що вони — рідні брати. Соціального відтінку комедії надають гроші, що стають головним мірилом усіх цінностей. Думки майже усіх персонажів обертаються навколо них.[6]
5. «Хвальковитий воїн». Центральний персонаж має аналогії у низці п'єс нової європейської драматургії, від Шекспіра до Шоу. Сюжет комедії традиційний для нової комедії греків: визволення хитрим рабом дівчини для свого молодого господаря. П'єса була поставлена близько 204 р. до н. е. У центрі — постать дурнуватого й самозакоханого воїна Піргополініка, який стає головним об'єктом сатири Плавта. Ім'я Піргополінік, тобто «веж і міст руйнівник», сприймалося глядачами іронічно. Відразу ставало ясно, що це лише хвалько й боягуз, а ім'я — пряма протилежність його сутності. Парасит Артотрог вигадує небилиці про подвиги свого господаря, який із задоволенням слухає про них, але найбільше його втішають вигадки про необорну силу його чар для жінок. Не випадково Піргополінік називає себе «Венериним онукою», щиро вірячі що жінки закохуються в нього з першого погляду[6].
6. «Псевдол» («Pseudolus», 191 рік до н. е.). Комедію було поставлено на Мегалесійських іграх у 191 р. до н. е. Одна з останніх і найулюбленіших п'єс Плавта побудована на тому ж сюжеті визволення головних персонажів. Проте центральним є кмітливий і хитрий раб Псевдол, набагато розумніший за свого безпорадного господаря Калідора, закоханого в красуню Фенікію, яка належить Боліону. Дізнавшись, що дівчина вже продана якомусь македонському вояку за 20 мін, юнак у розпачі звертається до Псевдола по допомогу. Раб погоджується. Вони зустрічають Балліона, який відмовляється відстрочити останній термін виплати внеску за дівчину. За це Псевдол лає лихваря останніми словами, називаючи його мерзотником, злочинцем, здирником, убивцею, брехуном, зрадником тощо, з чим лихвар лише спокійно погоджується. Перед глядачами постав персонаж, у якого не можливо було знайти жодної привабливої риси, він наче перетворювався на втілення тієї могутньої й непереборної сили золота, що є для нього значно сильнішою за божу[6]. У Псевдола визріває план дій проти Балліона. Зустрівши батька Калідора, старого Сімона, він б'ється об заклад, що визволить Фенікію. Дізнавшися від Балліона про час прибуття воїнова раба з листом і грішми, Псевдол підстерігає його, називає себе слугою Балліона, забирає листа, а самого раба Гарпага відправляє до корчми, чекати на повернення господаря. Від Калідора та його друга Харіна він вимагає підшукати якогось зухвалого пройдисвіта, а також необхідну суму грошей для викупу. З'являється шахрай Сімія, Псевдол домовляється з ним, дає йому гроші та лист, та посилає до зводника. Сімія видає себе за слугу воїна, а потім забирає Фенікію. Псевдол відводить її до щасливого Калідора, і вони одружуються. У цей час Сімон приходить до Балліона, і той повідомляє, що дівчина вже пливе до свого македонця. Обидва страшенно задоволенні що їм пощастило обдурити Псевдола, але раптом приходить Гарпаг, якому набридло сидіти у корчмі, і все розкривається. Псевдол отримує гроші від Сімона і запрошує його пропити їх разом з ним на весільному бенкеті. Головну увагу глядачів привертають витівки й видумки Псевдола, що подеколи віддзерклалюють психологію торговельних ділків того часу. Одержавши листа воїна від Гарпага, Псевдол розуміє, що йому пощастило обдурити відразу трьох своїх суперників — звідників, старого й воїнового раба[6]. Це дає йому привід замислитися над філософською проблемою про безплідність людських зусиль: «ніби ми пізнати здатні, що іде на користь нам». Весь його план рятує лише випадок: «….Безперечно ж, буде так: / Сто людей розумних план складають, та перемагає / Їх усіх богиня Щастя. Так воно і в дійсності: /Скористався хто випадком, той і відзначається,/ Відповідно і розумним називаєм ми його. / І хто справно зробить справу, той розумник і хитрун, / А у кого справи кепські, просто дурень той для всіх.» (676—682).Та здійснити задумане допомагає і його власна винахідливість. «Псевдол» перед глядачами постав як майстер інтриги — раб, завжди готовий на якусь несподівану вихватку чи жарт, хитрий ошуканець і шахрай [6]. Впевненість покидає Вспевдола лише в одному епізоді — коли Сімія, що має взяти в Баллаона Фенікію, затримується. Адже Псевдол добре розуміє, що Сімія ще меткіший і підступніший, ніж він сам. І коли той з'являється, Псевдол кричить: «Перемога! Подолав я варту хитру.»

Сюжети і основних персонажів для своєї палліати Плавт запозичував у елліністичних письменників, у так званій «середній» і «новій» аттичній комедії. Вони були досить одноманітними: підкинуті та згодом знайдені діти; закоханий у гетеру юнак; гетера, котра виявлялася проданою в рабство вільною дівчиною і врешті-решт таки знаходила своїх батьків.
Плавт не претендував на оригінальність, чудово розуміючи епігонську, наслідувальну сутність своєї творчості. Він відверто й без гумору писав про це: «Так всі поети роблять у комедіях: / Завжди в Афінах розгортають дію всю, / Щоб все здавалось абсолютно еллінським…».
Запозичуючи в еллінів сюжетну канву і головних дійових осіб, Плавт водночас створює п'єси значною мірою оригінальні, відмінні від грецьких. Його комедії розраховані на широкі кола римського плебсу, який мало цінував тонкощі стилю чи філософсько-психологічні проблеми. А полюбляв цей глядач яскраве видовище, гостре слівце та гучну бійку. Тож Плавт часто сполучає (контамінує), з одного боку, шліфовані сюжети нової аттичної комедії (Менандр), а, з іншого боку, грубу італійську ателлану, фарс, виступи жонглерів, танцюристів та мімів.

## Паралелі творів
В українському побуті та літературі присутні запозичені та подібні ідеї творів.
Наприклад у творі Тит Макція Плавта «Скарб» («Горщик») — скупий і недовірливий старий Евкліон знайшов у себе в хаті закопаний горщик із золотом і, переховавши його, живе в постійній турботі, підозрюючи всіх і кожного у намірах його пограбувати. А тим часом юнак Ліконід спокусив його дочку. Нічого про це не знаючи, дядько Ліконіда, багатій Мегадор, за порадою своєї сестри, сватає цю саму дочку Евкліона, забороняючи собі давати за дочку посаг, [394] повертається до свого горщика зі золотом, який він виносить з дому, і ховає спочатку в храмі Вірності, а потім в інших місцях. За цією роботою його застає Стробіл — раб Ліконіда (акт IV, сцена 2), і, незважаючи на всю пильність скнари (дія IV, сц. 4), краде горщик. Евкліон виголошує монолог, повний розпачу (дія IV, сц. 9). Слова Ліконіда, який прийшов до нього й покаявся в своєму вчинку перед його дочкою, не справляють на нього жодного враження: він, почувши каяття Ліконіда, думає, що той украв у нього горщик і кається саме в цьому. Евкліонові повертають його скарб. Мегадор відмовляється від сватання на користь свого небожа. В закінченні, що напевне не належить Плавтові, Евкліон кається в своїй скупості і раптом, перетворюється зі скнари на доброго і щедрого батька. Ця комедія складена за невідомим нам грецьким зразком. 
Особливо цікава вона тим, що була зразком для славнозвісної комедії Мольєра «Скупий» (1668). Сцену Евкліона з Стробілом, так само як і монолог Евкліона, повторив Мольєр, тільки з деякими варіаціями. Навіть ім'я героя комедії Мольєра — Гарпагон — теж зустрічається в передостанній сцені латинського тексту. Але зображення характеру скупого у Мольєра значно поглиблене й поширене. Набагато повніша й дія комедії, яка у Плавта становить лише кілька досить примітивно з'єднаних одна з іншою ситуацій.
Знаходимо подібну ідею в творі Івана Карпенка-Карого «Сто тисяч» — українська комедія у чотирьох діях. Головний герой — Герасим Некодимович Калитка. На вівтар своєї жадоби Калитка готовий покласти не лише свої сили й життя, але й майбутнє власного сина. У творі домінуючою, як і в «Скарбі» Тита Макція Плавта, є ідея влади грошей над людиною.